# A Box Full of Sharp Objects
A Box Full Of Sharp Objects (2002) är rockbandet The Useds första singel från deras självbetitlade debutalbum.